# Младен Малаков
Младен Малаков е български кларинетист.
Роден е на 4 септември 1956 година в Лозарево, Карнобатско, в циганско семейство на потомствени музиканти. Установява се в Котел и от ранна възраст започва да свири с баща си, главно на сватби, първоначално на барабани, а след това на кларинет. В края на 70-те години придобива голяма известност сред публиката и множество последователи сред музикантите, поставяйки началото на едно от двете течения в кларинетното свирене в сватбарската музика (другото е повлияно основно от Иво Папазов). През 1982 година създава Оркестър „Бисери“, а през 90-те години свири с групата на акордеониста Ибро Лолов.